# The Black and White Album
The Black and White Album è il quarto album in studio della band svedese The Hives.

## Il disco
L'album è stato pubblicato il 13 ottobre 2007 negli Stati Uniti e il 15 ottobre in Gran Bretagna. Avrebbe dovuto essere pubblicato il 9 ottobre in Gran Bretagna, ma per motivi ignoti la data è stata posticipata.
Il primo singolo è Tick Tick Boom, pubblicato il 14 agosto negli Stati Uniti e il 24 settembre in Gran Bretagna.
La band ha detto di aver registrato 30 canzoni per questo album (sette di queste con Pharrell Williams come produttore), e di aver successivamente scelto le migliori. Sperano di poter usare almeno alcune di queste canzoni come b-sides.
La tracklist ufficiale è stata pubblicata sul sito tedesco della band il 13 settembre.

## Il sound
In una canzone ci sono solo piano e battiti di mani (Puppet on a String), così come in altre canzoni è presente il suono di una tastiera.
A Stroll Through Hive Manor Corridors è una canzone strumentale che usa solo un organo del 1960 e una drum machine.
Well All Right! e T.H.E.H.I.V.E.S. sono state prodotte da Pharrell Williams.
Try It Again e You Got It All... Wrong hanno avuto dei video musicali.

## Tracce
1. Tick Tick Boom – 3:25
2. Try It Again – 3:29
3. You Got It All... Wrong – 2:42
4. Well All Right! – 3:29
5. Hey Little World – 3:22
6. A Stroll Through Hive Manor Corridors – 2:37
7. Won't Be Long – 3:46
8. T.H.E.H.I.V.E.S. – 3:37
9. Return the Favour – 3:09
10. Giddy Up! – 2:51
11. Square One Here I Come – 3:10
12. You Dress Up for Armageddon – 3:09
13. Puppet on a String – 2:54
14. Bigger Hole to Fill – 3:37

### Tracce bonus
1. Fall is Just Something Grownups Invented (UK Bonus Track)  - 2:40
2. Hell No (iTunes Bonus Track) - 2:22